# Europacup I 1973/74
De 19de editie van de Europacup I werd voor het eerst gewonnen door Bayern München in de finale tegen Atlético Madrid. Bayern won de volgende twee seizoenen ook de competitie.
Het was de eerste keer dat er een replay nodig was voor de finale.

## Eerste ronde
| Team #1              | Tot.             | Team #2              | 1ste wed | 2de wed |
| -------------------- | ---------------- | -------------------- | -------- | ------- |
| Viking Stavanger     | 1 - 3            | TJ Spartak Trnava    | 1 - 2    | 0 - 1   |
| Zarja Vorosjilovgrad | 3 - 0            | APOEL Nicosia        | 2 - 0    | 1 - 0   |
| SL Benfica           | 2 - 0            | Olympiakos Piraeus   | 1 - 0    | 1 - 0   |
| Waterford FC         | 2 - 6            | Újpest Dósza         | 2 - 3    | 0 - 3   |
| Bayern München       | 4 - 4 (4-3 n.p.) | Åtvidabergs FF       | 3 - 1    | 1 - 3   |
| Dynamo Dresden       | 4 - 3            | Juventus             | 2 - 0    | 2 - 3   |
| Ajax Amsterdam       | Vrij             |                      |          |         |
| CSKA Sofia           | 4 - 0            | SSW Innsbruck        | 3 - 0    | 1 - 0   |
| Club Brugge KV       | 10 - 0           | Floriana FC          | 8 - 0    | 2 - 0   |
| FC Basel             | 11 - 2           | Fram Reykjavík       | 5 - 0    | 6 - 2   |
| TPS Turku            | 1 - 9            | Celtic FC            | 1 - 6    | 0 - 3   |
| Vejle BK             | 3 - 2            | FC Nantes Atlantique | 2 - 2    | 1 - 0   |
| Rode Ster Belgrado   | 3 - 1            | Stal Mielec          | 2 - 1    | 1 - 0   |
| Jeunesse d'Esch      | 1 - 3            | Liverpool FC         | 1 - 1    | 0 - 2   |
| Crusaders FC         | 0 - 12           | Dinamo Boekarest     | 0 - 1    | 0 - 11  |
| Atlético Madrid      | 1 - 0 (n.v.)     | Galatasaray SK       | 0 - 0    | 1 - 0   |

## Tweede ronde
| Team #1            | Tot.         | Team #2              | 1ste wed | 2de wed |
| ------------------ | ------------ | -------------------- | -------- | ------- |
| Spartak Trnava     | 1 - 0        | Zarja Vorosjilovgrad | 0 - 0    | 1 - 0   |
| SL Benfica         | 1 - 3        | Újpest Dósza         | 1 - 1    | 0 - 2   |
| Bayern München     | 7 - 6        | Dynamo Dresden       | 4 - 3    | 3 - 3   |
| Ajax Amsterdam     | 1 - 2 (n.v.) | CSKA Sofia           | 1 - 0    | 0 - 2   |
| Club Brugge KV     | 6 - 7        | FC Basel             | 2 - 1    | 4 - 6   |
| Celtic FC          | 1 - 0        | Vejle BK             | 0 - 0    | 1 - 0   |
| Rode Ster Belgrado | 4 - 2        | Liverpool FC         | 2 - 1    | 2 - 1   |
| Dinamo Boekarest   | 2 - 4        | Atlético Madrid      | 0 - 2    | 2 - 2   |

## Kwartfinale
| Team #1            | Tot.             | Team #2         | 1ste wed | 2de wed |
| ------------------ | ---------------- | --------------- | -------- | ------- |
| Spartak Trnava     | 2 - 2 (3-4 n.p.) | Újpest Dósza    | 1 - 1    | 1 - 1   |
| Bayern München     | 5 - 3            | CSKA Sofia      | 4 - 1    | 1 - 2   |
| FC Basel           | 5 - 6 (n.v.)     | Celtic FC       | 3 - 2    | 2 - 4   |
| Rode Ster Belgrado | 0 - 2            | Atlético Madrid | 0 - 2    | 0 - 0   |

## Halve finale
| Team #1      | Tot.  | Team #2         | 1ste wed | 2de wed |
| ------------ | ----- | --------------- | -------- | ------- |
| Újpest Dósza | 1 - 4 | Bayern München  | 1 - 1    | 0 - 3   |
| Celtic FC    | 0 - 2 | Atlético Madrid | 0 - 0    | 0 - 2   |

## Finale
| Team #1        | Res.         | Team #2         |
| -------------- | ------------ | --------------- |
| Bayern München | 1 - 1 (n.v.) | Atlético Madrid |

Heizelstadion, Brussel
15 mei 1974

Opkomst: 48 722 toeschouwers

Scheidsrechter: Vital Loraux (België)

Scorers: 114' Luis Aragonés 0-1, 119' Hans-Georg Schwarzenbeck 1-1
Bayern München (trainer Udo Lattek):

Sepp Maier; Johnny Hansen, Paul Breitner; Hans-Georg Schwarzenbeck, Franz Beckenbauer (c), Franz Roth; Rainer Zobel, Uli Hoeneß, Conny Torstensson (sub 76' Bernd Dürnberger), Gerd Müller, Hans-Josef Kapellmann

Atlético Madrid (trainer Juan Carlos Lorenzo):

Miguel Reina; Francisco Melo, José Luis Capón; Adelardo Rodríguez, Ramon Heredia, Luis Aragonés (c); Eusebio Bejarano, Javier Irureta, José Armando Ufarte Ventoso (sub 69' Heraldo Becerra), José Eulogio Gárate, Ignacio Salcedo (sub 90' Alberto Fernandez)

## Final Replay
| Team #1        | Res.  | Team #2         |
| -------------- | ----- | --------------- |
| Bayern München | 4 - 0 | Atlético Madrid |

Heizelstadion, Brussel
17 mei 1974

Opkomst: 23 325 toeschouwers

Scheidsrechter: Alfred Delcourt (België)

Scorers: 38' Uli Hoeness 1-0, 58' Gerd Müller 2-0, 71' Gerd Müller 3-0, 83' Uli Hoeness 4-0
Bayern München (trainer Udo Lattek):

Sepp Maier; Johnny Hansen, Paul Breitner, Hans-Georg Schwarzenbeck, Franz Beckenbauer (c); Franz Roth, Rainer Zobel, Uli Hoeness; Conny Torstensson, Gerd Müller, Hans-Josef Kapellmann

Atlético Madrid (trainer Juan Carlos Lorenzo):

Miguel Reina; Francisco Melo, José Luis Capón; Adelardo Rodríguez (sub 61' Domingo Benegas), Ramon Heredia, Luis Aragonés (c); Eusebio Bejarano, Heraldo Becerra, José Eulogio Gárate, Ignacio Salcedo, Alberto Fernandez (sub 65' José Armando Ufarte Ventoso)

## Kampioen
| Europacup I – Seizoen 1973/74 |
| ----------------------------- |
| Bayern München 1ste titel     |